# Trọng Hiếu
Nguyễn Trọng Hiếu (sinh ngày 4 tháng 7 năm 1992), thường được biết đến với nghệ danh Trọng Hiếu hay (S)TRONG Trọng Hiếu, là một nam ca sĩ kiêm vũ công người Đức gốc Việt. Là quán quân của mùa thứ sáu trong chương trình Vietnam Idol, anh cũng từng đoạt các giải của cuộc thi nhảy Dance4Fans tại Đức và châu Âu, cũng như giành được một đề cử tại giải Cống hiến.

## Tiểu sử
Nguyễn Trọng Hiếu sinh ngày 4 tháng 7 năm 1992 tại Bad Kissingen sau khi cha mẹ anh tới nước Đức năm 1991. Quê ngoại Trọng Hiếu ở Hải Dương còn quê nội ở Nam Định, cả cha mẹ anh đều sinh ra ở Hà Nội. Gia đình họ sinh sống những năm đầu tiên trong một trung tâm tị nạn ở Münnerstadt, sau này tại Bad Kissingen với một giấy phép cư trú không giới hạn. Tại Bad Kissingen, anh đã hoàn thành việc học của mình. Sau đó, anh học tại một trường ca nhạc ở Hannover.
Ngay từ khi còn học tiểu học, anh đã giành được giải trong một vài cuộc thi khiêu vũ nhỏ. Năm 2000, Nguyễn Trọng Hiếu được chọn đi thi nhảy ở thành phố Bad Kissingen và đã đoạt giải Nhất. Năm 2001, Nguyễn Trọng Hiếu được cử đi thi khu vực ở München lại đoạt giải Nhì và đoạt giải Nhì của cuộc thi nhảy toàn quốc ở thành phố Hamburg. Nguyễn Trọng Hiếu đã tham gia trong nhóm "Tuổi trẻ chí lớn", nhiều lần biểu diễn trên chương trình 1 của truyền hình Đức.
Đầu tháng 3 năm 2002, Nguyễn Trọng Hiếu tham dự cuộc thi nhảy của khu vực Osnabrück và đã đoạt giải Nhất. Ngày 23 tháng 3 năm 2002, các bang ở Đức lựa chọn được 23 thiếu niên tham dự thi ở khu hội chợ của thành phố Hamburg, Nguyễn Trọng Hiếu đã đoạt cúp vô địch nhảy nước Đức năm 2002.

## Sự nghiệp
Cha mẹ Trọng Hiếu đến nước Đức năm 1991. Gia đình Trọng Hiếu sinh sống những năm đầu tiên trong một trung tâm tị nạn ở Münnerstadt. Ở đó, anh đã hoàn thành việc học của mình. Sau đó, anh học tại một trường ca nhạc ở Hannover. Ngay từ khi còn học tiểu học, anh đã giành được giải trong một vài cuộc thi khiêu vũ nhỏ. Dù nhảy đẹp nhưng khả năng ca hát của Trọng Hiếu chưa có tiến bộ. Thay vì nản chí, anh liên tục tham gia những cuộc thi ca hát tại Đức. Dù vị trí không cao như mong đợi, anh vẫn nỗ lực luyện thanh để có được kết quả tốt hơn.
Với niềm đam mê âm nhạc, năm 2015 Trọng Hiếu về nước tham gia chương trình Thần Tượng Âm Nhạc Việt Nam 2015, với giọng hát nội lực, phong cách cá tính và ngoại hình điển trai, Trọng Hiếu đã trở thành quán quân và nhận được sự yêu thích đông đảo.
Bên cạnh tư duy âm nhạc văn minh, thể hiện rõ được chất riêng của mình, Trọng Hiếu còn đầu tư công sức vào việc sáng tác, chơi nhạc cụ, hòa âm, và là đạo diễn cho MV của mình. Mang trong mình sự nghiêm túc trong tác phong làm việc của người Đức, suy nghĩ âm nhạc có dáng dấp rất sảng khoái và tự do của người Mỹ; nhưng anh còn hạn chế trong việc hát chưa rõ lời, bị "ngọng", không tròn chữ, thiếu sự cảm xúc, luyến láy. Tuy nhiên, với giọng ca chuyên trị Sexy Funk Pop như Trọng Hiếu, thì hầu hết khán giả không khắt khe. Không ít người tỏ ra cảm thông khi anh chỉ có thời gian ngắn để làm quen với dân ca, sau đó học lời và thu âm.
Việc không ngừng mở rộng sự tiếp thu học hỏi đã giúp Trọng Hiếu sở hữu yếu tố tạo nên một "ngôi sao giải trí thế hệ mới" hiện đại và hội nhập... Trọng Hiếu muốn mang đến cho khán giả cảm xúc về sự vui vẻ, chia sẻ một điều gì đó trong cuộc sống. Anh muốn theo đuổi một phong cách âm nhạc hiện đại nhưng sẽ biến tấu cho khán giả dễ nghe hơn.

## Hoạt động
Năm 2002, khi Trọng Hiếu còn 10 tuổi được mời xuất hiện trong chương trình truyền hình Đức, anh đã được mời tham gia màn trình diễn có sự góp mặt của Britney Spears, người đã dành nhiều lời khen cho anh và khuyên Trọng Hiếu nên theo đuổi đam mê của mình. Britney còn dành tặng riêng cho cậu một album chữ ký. Trước khi về Việt Nam, Trọng Hiếu đã từng tham gia German Idol năm 16 tuổi, và dừng chân ở top 25.
Năm 2015, Trọng Hiếu về Việt Nam thử sức với Vietnam Idol 2015. Với sự nỗ lực hết mình, anh đã giành được vị trí quán quân của cuộc thi. Ngoài ra, Trọng Hiếu nhận giải Gương mặt phát hiện tại Làn sóng xanh 2015.
Sau cuộc thi Vietnam Idol 2015, Trọng Hiếu ra mắt các ca khúc nổi bật như "Em là bà nội của anh", "Bước đến bên em (Step to You)",... Trọng Hiếu được mời biểu diễn trong các sự kiện lớn như chung khảo phía Bắc Hoa hậu Thế giới Việt Nam 2019, chung kết Hoa hậu Hoàn vũ Việt Nam 2019, chung khảo Hoa hậu Hòa bình Việt Nam 2022.
Năm 2022, nhờ khả năng vũ đạo chuyên nghiệp với thâm niên 20 năm, Trọng Hiếu đã ngồi vào vị trí đội trưởng tại Street Dance Việt Nam.
Năm 2023, Trọng Hiếu tham dự Unser Lied für Liverpool, vòng loại quốc gia của Đức cho cuộc thi Eurovision Song Contest 2023, với ca khúc "Dare to Be Different". Trọng Hiếu xếp hạng 3 chung cuộc với 71 điểm tổng cộng, trong đó 52 điểm đến từ giám khảo và 19 điểm từ khán giả Đức.
Năm 2024, Trọng Hiếu tham gia chương trình Anh trai vượt ngàn chông gai và dành chiến thắng. Sau cuộc thi, Trọng Hiếu cùng với Cường Seven lập thành nhóm nhạc Sx7.

## Sản phẩm âm nhạc

### Chương trình
- 2021 – Trong Hieu Live in Berlin
- 2022 – Thú vị hơn vậy

### Đĩa hát

#### Là nghệ sĩ chính
| - 2014 – "Peter Pan" - 2015 – "Con đường tôi" - 2015 – "Wie ich bin" - 2015 – "Em là bà nội của anh" - 2016 – "Bước đến bên em (Step to You)" - 2016 – "Komm wir gehen (One Step Closer)" - 2016 – "Say Ah" - 2016 – "Ahhh!" - 2017 – "Chỉ có tình yêu ở lại" - 2017 – "Peter Pan" (bản tiếng Việt) - 2017 – "Tình ca" - 2017 – "Perfect" - 2018 – "Sút" - 2018 – "Vì anh là vậy" - 2018 – "Vẽ thế giới" - 2018 – "You Are the Reason" - 2018 – "Girls Like You" - 2018 – "Green Groove (Cứ thế bay)" - 2019 – "Hurt Me" | - 2019 – "Yêu là... (Invisible)" - 2019 – "Anh đổ rồi đấy" - 2020 – "Ăn đi cho sướng" - 2020 – "Vì chúng ta yêu" - 2020 – "See What I See" - 2020 – "Yêu trong im lặng" - 2020 – "20 phút" - 2020 – "Đập vỡ tim anh cho rồi" - 2020 – "Người bay" - 2020 – "365 Missing" - 2021 – "1 lần" - 2021 – "Ông trời để lạc em ở đây" - 2021 – "Anh vẫn thấy" - 2021 – "Highs & Lows" (với Moodygee và Octa) - 2022 – "Thú vị hơn vậy" - 2022 – "I'm Sorry Babe" (ft. Mai Âm Nhạc) - 2022 – "Mưa phi trường" (với Ali Hoàng Dương và JSOL) - 2023 – "Dare to Be Different" - 2024 – "Rise Up" - 2025 – "Kho Báu" |

#### Tham gia
- 2020 – "IAM Superstar" (Trang Phap feat. Trọng Hiếu, Gil Lê và Chung Thanh Phong)
- 2022 – "Am I Clear?!" (Tóc Tiên feat. Trọng Hiếu và Mew Amazing)

## Giải thưởng và đề cử
| Năm  | Giải thưởng   | Hạng mục            | Đề cử    | Kết quả   |
| ---- | ------------- | ------------------- | -------- | --------- |
| 2015 | Làn sóng xanh | Gương mặt phát hiện | Bản thân | Đoạt giải |
| 2018 | Ấn tượng VTV  | Ca sĩ Ấn tượng      | Bản thân | Đề cử     |

### Vinh danh
- Quán quân Vietnam Idol mùa 6[1].
- Anh tài toàn năng tại Anh trai vượt ngàn chông gai